# Улица Свердлова (Новосибирск)
Улица Свердло́ва (до 1920 года — Воронцо́вская улица) — улица в центре Новосибирска, в Железнодорожном и Центральном районах. Пролегает от безымянного проезда вдоль путей Западно-Сибирской железной дороги до улицы Серебренниковской. Пересекает Советскую улицу и Красный проспект.

## История
Воронцовская улица появилась в 1895—1897 годы в период интенсивной застройки территории, примыкающей к месту возведения первого железнодорожного моста через Обь.
Впервые улица была обозначена после того, как приехавший из Барнаула служащий Кабинета Его Императорского Величества Кузнецов провел межевание территории на улицы и кварталы. Улицу назвали Воронцовской в честь генерала-фельдмаршала М. С. Воронцова, участника войны 1812 года и русского государственного деятеля.
На улице планировали построить «Народный дом» по проекту Андрея Крячкова. Общество попечительства о народном образовании начало его постройку, однако из-за начавшейся в 1914 году войны и недостаточного финансирования проект не удалось реализовать.
Ранее на Воронцовской улице располагались различные бытовые предприятия: китайская прачечная артель (дом № 22), постоялый двор (дом № 35), пекарня Хань-хуа-це (дом № 51).

## Здания
Одно из первых кирпичных зданий на улице — Дом купца Ф. Д. Маштакова, который был построен в 1903 году на пересечении Воронцовской и строящегося Николаевского (Красного) проспекта. Ныне в здании располагается Новосибирское государственное художественное училище.
Кроме того на улице расположены (не все здания имеют адрес по улице Свердлова):
- Бизнес-центр «Кронос» (Советская, 5);
- Новосибирский юридический институт, филиал Томского государственного университета (Советская, 7);
- Новосибирская государственная областная научная библиотека (Свердлова, 9 — Советская, 6);
- здание Военного комиссариата Новосибирской области, Главного управления МЧС России по Новосибирской области, Департамента по охране животного мира Новосибирской области (Свердлова, 8 — Советская, 4а);
- Городской центр изобразительных искусств (Свердлова, 13);
- Новосибирский государственный художественный музей — Здание Сибревкома (Свердлова, 10 — Красный проспект, 5) — пристройка к зданию вдоль улицы Свердлова была сделана в 1948 году;
- Новосибирское государственное художественное училище (Красный проспект, 9);
- Администрация Новосибирской области (Красный проспект, 18);
- Администрация Новосибирского района Новосибирской области (Свердлова, 14);
- Государственный архив Новосибирской области (Свердлова, 18).